# Raymond Franz
Raymond Victor Franz (Cincinnati, 8 maggio 1922 – Winston, 2 giugno 2010) è stato un predicatore statunitense, componente del Corpo direttivo dei Testimoni di Geova dal 1971 al 1980.

## Biografia
Nipote di Frederick William Franz, quarto presidente della Società Torre di Guardia, nel 1980 si dimise per ragioni di coscienza dal Corpo Direttivo, l'organo che dirige i Testimoni di Geova. Nel settembre di quell'anno, Il Ministero del Regno annunciò la sua fuoriuscita dal Corpo Direttivo e dalla famiglia Betel di Brooklyn a far data dal 22 maggio precedente.
Nel 1981 fu espulso dai Testimoni di Geova.

## Crisi di coscienza
In seguito divenne noto per aver scritto il libro Crisi di coscienza (1983) in cui narrava i suoi 42 anni di esperienza all'interno della congregazione, dai molti anni come predicatore itinerante alla qualifica di membro del Corpo Direttivo.
Il libro descrive il percorso personale dell'autore fino all'abbandono del credo. Tra le sue pagine, Franz denuncia diversi fatti controversi -ai quali assistette grazie alla posizione di osservatore privilegiato- riguardanti la gestione dell'organizzazione e i criteri alla base delle interpretazioni dottrinali diffuse a tutti i fedeli tramite le periodiche pubblicazioni; questi avvenimenti lo portarono progressivamente a dubitare dell'autoproclamata guida divina del Corpo Direttivo, finanche della buona fede stessa di alcuni suoi componenti.